# Walter Kollo
Walter Kollo, rozený Walter Elimar Kolodziejski, (28. ledna 1878 Neidenburg, Prusko (dnes Nidzica, Polsko) – 30. září 1940 Berlín) byl německý skladatel operet, filmové hudby a populárních písní, dirigent a hudební vydavatel.

## Život
Walter Kollo se narodil 28. ledna 1878 v Neidenburgu ve východním Prusku Po 2. světové válce se obec stala součástí polského Varmijsko-mazurského vojvodství. Jeho otec byl místním kupcem a syn měl původně zdědit jeho řemeslo. Matka byla koncertní klavíristka a když rozpoznala synovo hudební nadání podpořila Waltrův záměr studovat hudbu.
Absolvoval Sondershausenovu konservatoř v Königsbergu (dnes Kaliningrad) a do roku 1899 působil v Königsbergu jako divadelní dirigent. Oženil se s Marií Preussovou, zpěvačkou s uměleckým jménem Mizzi Josetti. V roce 1904 se jim narodil syn Willi.
V témže roce odešel s rodinou do Berlína, změnil si jméno na lépe německy znějící Walter Kollo a věnoval se populární hudbě. Od roku 1907 psal hudbu pro berlínská hudební divadla. Velkého úspěchu dosáhla silvestrovská fraška Große Rosinen hraná na přelomu roku 1910. Záhy se stal žádaným autorem operet, veseloher, revuí a dalších zábavných hudebních forem. Z jeho mnoha děl vynikly zejména operety Wie einst im Mai (1913, byla dvakrát zfilmována), Der Juxbaron (1916), Drei alte Schachteln (1917) a Die Frau ohne Kuß (1924). S příchodem zvukového filmu se stal i vyhledávaným autorem filmové hudby.
Byl rovněž organizačně schopným. Byl jedním se zakladatelů organizace na ochranu autorských práv výkonných umělců Gesellschaft für Musikalische Aufführungs (GEMA), otevřel vlastní nakladatelství a spolu s Jeanem Gilbertem a Paulem Linckem stál u zrodu Berlínské operety. Podnikal rovněž úspěšná turné jako dirigent svých děl.
Zemřel v Berlíně ve svém domě na Schwäbischer Straße v Schönebergu 30. září 1940 ve věku 62 let. Je pohřben na hřbitově Sophienfriedhof.
Jeho syn Willi Kollo (1904–1988) se stal rovněž skladatelem populární a filmové hudby. Vnuk, René Kollo (* 1937), je slavným wagnerovským operním pěvcem.

## Dílo

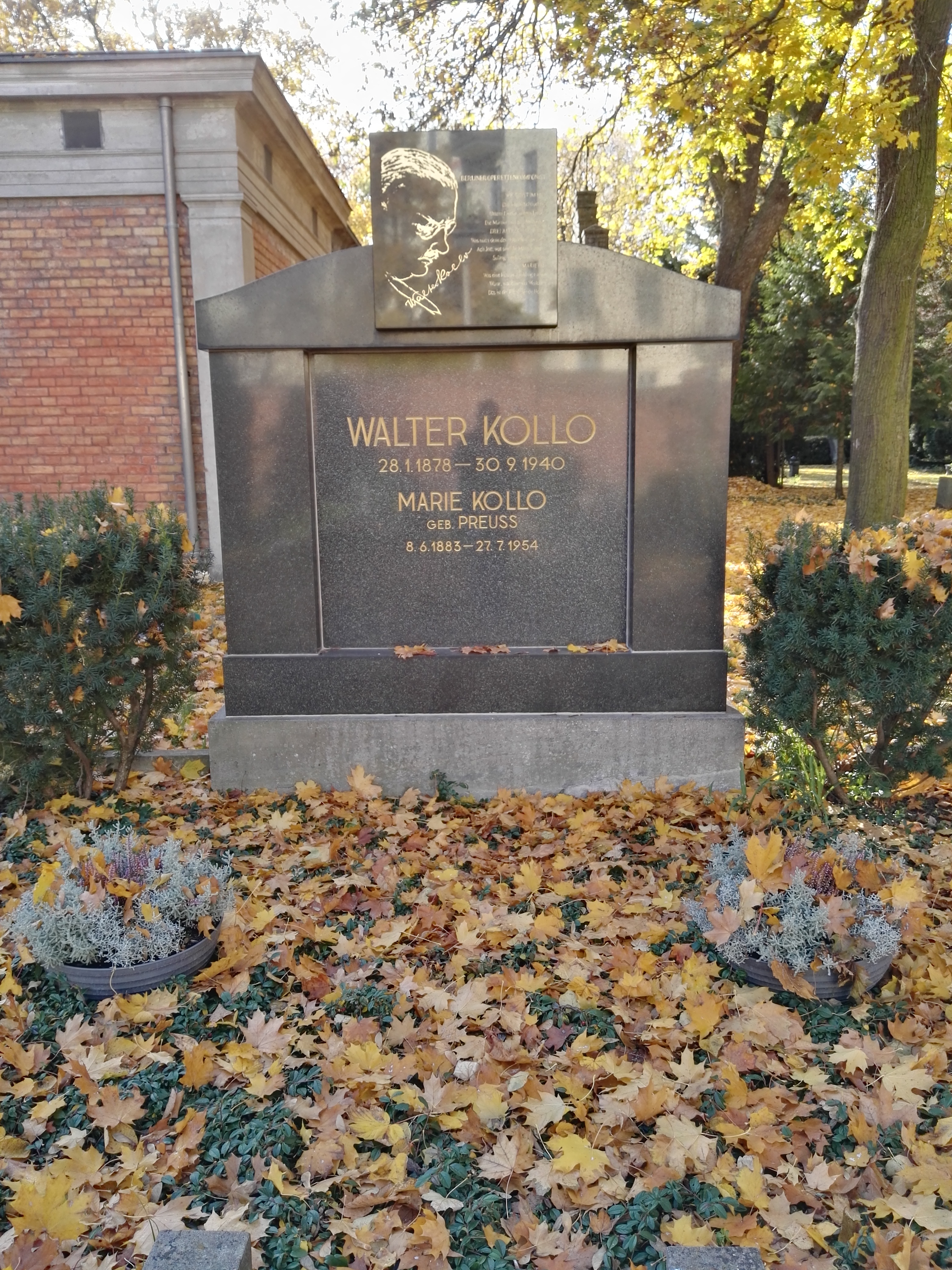
Hrob skladatele na Sophienfriedhof.

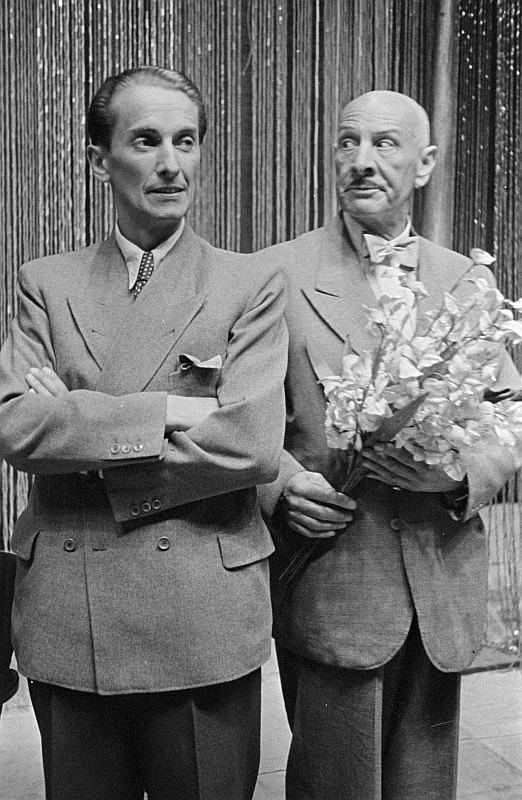
Scéna z operety "Die Frau ohne Kuß".

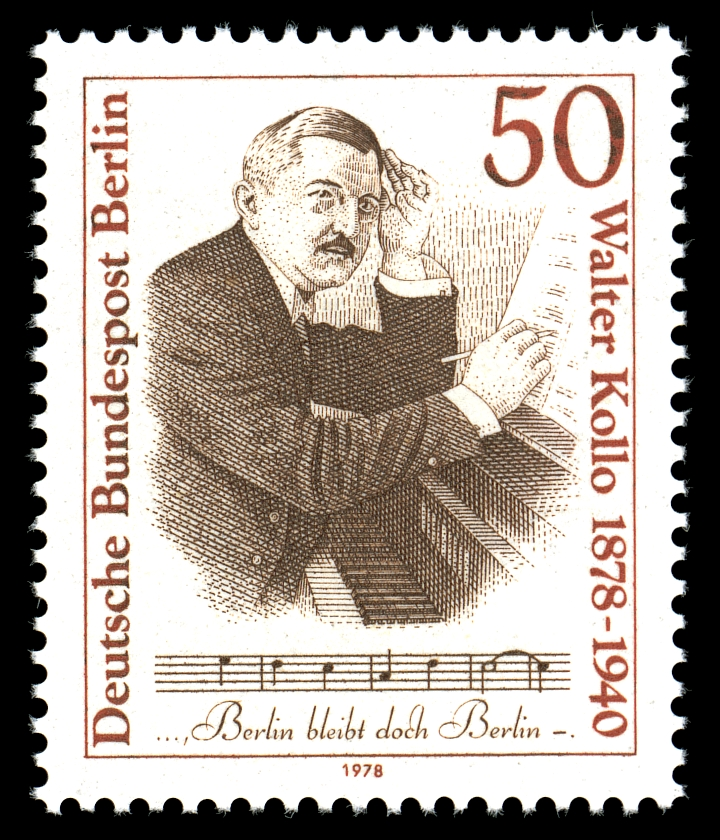
Známka s portrétem skladatele.

### Jevištní díla
- Die versunkene Glocke (Paul Kersten, parodická veselohra. 1897 Königsberg)
- Ali Ben Mocca (Hermann Frey, F. W. Hardt a Louis Hermann, opereta, 1907 Berlín)
- Der süße Leutnant (Robert Breitenbach a Leopold Ely, burleska, 1909 Berlín)
- Sein Herzensjunge (Rudolph Schanzer a August Neidhart, vaudeville, 1911 Elberfeld)
- Der Brettlkönig (vaudeville, 1911 Vratislav)
- Alma, wo wohnst du? (Louis Taufstein a Adolf Philipp, vaudeville, 1911 Berlín)
- Große Rosinen (Rudolph Schanzer a Rudolf Bernauer, silvestrovská fraška, 1911 Berlín)
- Ein aufgelegtes Geschäft (Hermann Frey a F. W. Hardt, fraška se zpěvy a tanci, 1912 Berlín)
- Der Liebesonkel (Hermann Frey a Alexander Pordes-Milo, fraška, 1912 Hamburk)
- Filmzauber (Rudolf Bernauer a Rudolph Schanzer, fraška, 1912 Berlín, Berlíner Theater)
- Juju, es ist erreicht (F. W. Hardt, revue, 1912 Berlín)
- Wie einst im Mai (Rudolf Bernauer a Rudolph Schanzer, fraška se zpěvy a tanci, 1913 Berlín)
- Der Juxbaron (Pordes-Milo, Herman Haller a Willy Wolff, fraška, 1913 Hamburg, Carl-Schultze-Theater)
- Immer feste druff! (Herman Haller a Willy Wolff, vlastenecká lidová hra, 1914 Berlín)
- Extrablätter (Rudolph Schanzer, Rudolf Bernauer a Heinz Gordon, klidný obraz vážné doby, 1914 Berlín)
- Wenn zwei Hochzeit machen (Rudolf Bernauer a Rudolph Schanzer, veselohra se zpěvy, 1915 Berlín)
- Der selige Balduin (Erich Urban a Willy Wolff, rodinná hra, 1916 Berlín)
- Auf Flügeln des Gesanges (Rudolf Bernauer a Rudolph Schanzer, obraz veselého života, 1916 Berlín)
- Die tolle Komteß (Rudolf Bernauer a Rudolph Schanzer, fraška se zpěvy, 1917 Berlín)
- Die Gulaschkanone (Herman Haller a Willy Wolff, lidová hra fraška se zpěvy, 1917 Berlín)
- Drei alte Schachteln (Herman Haller a Rideamus, opereta, 1917 Berlín)
- Blitzblaues Blut (Rudolf Bernauer a Rudolph Schanzer, opereta, 1918 Berlín)
- Sterne, die wieder leuchten (Rudolf Bernauer a Rudolph Schanzer, opereta, 1918 Berlín)
- Fräulein Puck (Franz Arnold a Ernst Bach, vaudeville, 1919 Mnichov)
- Der verjüngte Adolar (Curd Kraatz, Richard Kessler a Hermann Frey, hudební fraška, 1920 Berlín)
- Die Königin der Nacht (Franz Arnold a Ernst Bach, hudební fraška, 1921 Berlín)
- Lady Chic (Curd Kraatz, Richard Kessler a Willy Steinberg, hudební fraška, 1922 Berlín)
- Madame empfängt (Hermann Frey a Max Heye, 1922 Berlín)
- Drunter und Drüber (Herman Haller, Rideamus a Willy Wolff, revue, 1923 Berlín)
- Marietta (Robert Bodanzky, Bruno Hardt-Warden a Willi Kollo, opereta, 1923 Berlín, Metropol Theater)
- Noch und noch (Herman Haller, Rideamus a Willy Wolff, revue, 1924 Berlín)
- Die tanzende Prinzessin (Richard Kessler a Willi Kollo, opereta, 1924 Berlín)
- Die Frau ohne Kuß (Richard Kessler a Willi Kollo, hudební veselohra, 1924 Berlín)
- Die vertagte Nacht (Franz Arnold a Ernst Bach, opereta, 1924 Mohuč)
- Die vertauschte Frau (Franz Arnold, Ernst Bach a Willi Kollo, opereta, 1924 Berlín)
- Achtung Welle 505! (Herman Haller, Rideamus a Willy Wolff, revue, 1925 Berlín)
- Olly-Polly (Franz Arnold, Ernst Bach a Willi Kollo, opereta, 1925 Berlín)
- An und aus (Herman Haller, Rideamus a Willy Wolffr, revue, 1926 Berlín)
- Nur Du! (Bruno Hardt-Warden a Willi Kollo), milostná hra 1926 Berlín)
- Drei arme kleine Mädels (Hermann Feiner, Bruno Hardt-Warden a Willi Kollo, opereta, 1927 Berlín)
- Wann und wo (Herman Haller, Rideamus a Willy Wolff, revue,1927 Berlín)
- Gaby und die Drei (Kurt Robitschek a Paul Morgan, hudební skeč, 1927 Vídeň)
- Die große Kaiserin (Kurt Robitschek a Paul Morgan, 1928 Berlín)
- Kitty macht Karriere (Kurt Robitschek, Paul Morgan a Willi Kollo, kabaret, 1928 Berlín)
- Arme Ritter (Günther Bibo, Kurt Schwabach, Franz Arnold a Ernst Bach, lidová hra, 1928 Mnichov)
- Jettchen Gebert (Willy Wolff a Martin Zickel, singspiel, 1928 Berlín)
- Der doppelte Bräutigam (Herman Haller a Willy Wolff, vaudeville, 1930 Berlín)
- Majestät lässt bitten... (Rideamus, opereta, 1930 Hamburk)
- Frauen haben das gern (Franz Arnold, Ernst Bach a Rideamus, opereta, 1931 Berlín)
- Die Männer sind mal so (Theo Halton a Rideamus, hudební fraška, 1933 Berlín)
- Lieber reich – aber glücklich (Franz Arnold, Ernst Bach a Willi Kollo, hudební fraška, 1933 Berlín)
- Derfflinger (Carl Bretschneider a Hermann Frey, singspiel, 1934 Berlín)
- Heirat nicht ausgeschlossen (Richard Kessler, hudební veselohra, 1935 Berlín)
- Ein Kaiser ist verliebt (Theo Halton, opereta, 1935 Osnabrück)
- Berlín wie es weint - Berlín wie es lacht (Hans Brennecke, lidová hra se zpěvy, 1935 Berlín)
- Die wilde Auguste (Theo Halton, hudební fraška, 1936 Hamburg)
- Mädel ahoi! (hudební veselohra, 1936 Osnabrück)
- Tausend Worte Liebe (Bruno Hardt-Warden a Eduard Ritter, opereta, 1936 Berlín)
- Das Schiff der schönen Frauen (Bruno Hardt-Warden a Egon Schott, opereta, 1938 Kolín nad Rýnem)

### Filmová hudba
- Der Juxbaron (1927)
- Zwei rote Rosen (1928)
- Nur Du (1930)
- Chacun sa chance (1930)
- Kopfüber ins Glück (1931)
- Der verjüngte Adolar (1931)
- Der Herr Bürovorsteher (1931)
- Der schwarze Walfisch (1934)
- Ball im Metropol (1937)
- Hahn im Korb (1937)
- Der Mann, der nicht nein sagen kann (1938)
- Wie einst im Mai (1938)
- Der Tag nach der Scheidung (1938)
- Leichte Muse (1941)
- Symphonie einer Weltstadt (1950)
- Wie einst im Mai (TV film, 1961)
- Tre små piger (1966)
- Die Frau ohne Kuß (TV film, 1971)
- Lieber reich - aber glücklich (TV film, 1973)
- Wie einst im Mai (TV film, 1994)